# Podunajské Biskupice
| Podunajské Biskupice | Podunajské Biskupice       |
| -------------------- | -------------------------- |
| Podunajské Biskupice |                            |
| Grb                  | Karta                      |
|                      |                            |
| Opći podaci          |                            |
| Kraj:                | Bratislavský               |
| Okrug:               | Bratislava II              |
| Regija:              | Bratislava i okolica       |
| Nadmorska visina:    | m                          |
| Površina:            | 42,5 km²                   |
| Stanovništvo:        | 19860 (31. prosinca 2004.) |
| Gustoća:             | 467 stan./km2              |
| Statistički kôd:     | 529311                     |
| Registarska oznaka:  | BA                         |
| Poštanski broj:      |                            |
| Pozivni broj:        | 02                         |
| Stranica:            | www.biskupice.sk           |
| Načelnik:            | Zoltán Pék                 |

Podunajské Biskupice (1927. – 1944. Biskupice pri Dunaji, prije 1927. Biskupice; njemački: Bischdorf; mađarski: Pozsonypüspöki) su gradska četvrt u Bratislavi. Prema površini ovo je najveća četvrt Bratislave, a službeno je postala dio grada 1. siječnja 1972. Prvi podaci o postojanju ovog mjesta datiraju iz 1221. godine.